# Antonio Crespo
Antonio Crespo Sanjuan (* 1891 in Barcelona; † Dezember 1989 ebenda) war ein spanischer Radrennfahrer.

## Sportliche Laufbahn
Crespo war von 1911 bis 1919 als Berufsfahrer aktiv. 1913 gewann er zwei Etappen der Katalonien-Rundfahrt. 
1914 siegte er im Etappenrennen San Sebastian–Madrid vor Santiago Chavarri. Er gewann zwei Etappen der Rundfahrt. In der Tarragona-Rundfahrt 1919 gewann er eine Etappe.
1912 wurde er Dritter der nationalen Meisterschaft im Straßenrennen und Dritter der Katalonien-Rundfahrt. 1914 wurde er Vize-Meister Spaniens hinter Óscar Leblanc.